# Fort de Marchovelette
Fort de Marchovelette – mały, trójkątny fort pancerny, projektu gen. Brialmonta, będący częścią pierścienia fortów twierdzy Namur (fr. Region Fortifiee de Namur). 
Fort położony na wzgórzu o wys. 195 m n.p.m., na lewym brzegu Mozeli (3 km od rzeki), 6,85 km od Namur, krył ogniem swoich dwa łuki Mozeli (w Marche-les-Dames i w Namêche), linię kolejową do Huy, drogi do Tienen i do Leuven, broniąc ich wspólnie z odległym 5,95 km fortem de Cognelée i położonym w tej samej odległości fortem de Maizeret.
Trójkątny w kształcie fort o prostej linii koszar szyjowych; fosa, broniona przez zdwojoną kaponierę rewersową (czyli umieszczoną w przewskarpie) umieszczoną przy zbiegu fos, po przeciwnej stronie fortu niż brama główna; ta kaponiera uzbrojona była w dwie pary armat kal. 57 mm. 4 takie działa w kaponierze rewersowej na skrzydle broniły fosy szyjowej, a ostatnie umieszczone było w blokhauzie przy bramie. Do obrony bliskiej służyły ponadto 3 armaty tego samego kalibru, umieszczone w obrotowych, wysuwanych wieżach pancernych na masywnym bloku centralnego schronu; na bloku zamontowany był też silny reflektor w wysuwanej, pancernej kopule.
Na dachu schronu centralnego znajdowały się także 4 kopuły dział obrony dalekiej: w przedniej części jedna wieża z parą armat 150 mm, na skrzydłach dwie wieże z pojedynczą armatą 120 mm, do prowadzenia ognia bezpośredniego. W części centralnej znajdowała się kopuła haubicy 210 mm, do ognia pośredniego. Działa 150 mm M.1886 produkcji Kruppa, o długości lufy 3,8m i kącie podniesienia luf od -2° do +25°, miały zasięg 8,5 km. Wieża o średnicy 4,8m miała masę 224 ton i 25-osobową załogę (wraz z żołnierzami dostarczającymi amunicję z magazynów itp.). Wieża dział 120 mm miała taką samą średnicę i załogę, ale była lżejsza (188 ton). Armaty M. 1889, o długości lufy 3 i kącie podniesienia od -3° do +25°, strzelały na 8 km. Haubica 210 mm M.1889 Kruppa, o lufie 2,5 m i kącie podniesienia od -5° do +35° (zasięg ognia pośredniego 6,9 km), umieszczona była w mniejszej (3,6 m) i lżejszej (100 ton) wieży o 13-osobowej załodze. Lekkie działa 57 mm M.1888 Nordenfeldta miały lufy 1,5 m, kąt podniesienia od -8° do +10°, zasięg 300 m, a ich kopuły o średnicy 2,1 m i wadze 34 ton obsługiwało 6 ludzi. 
Artyleria fortu była zgrupowana w 9. baterię artylerii fortecznej.

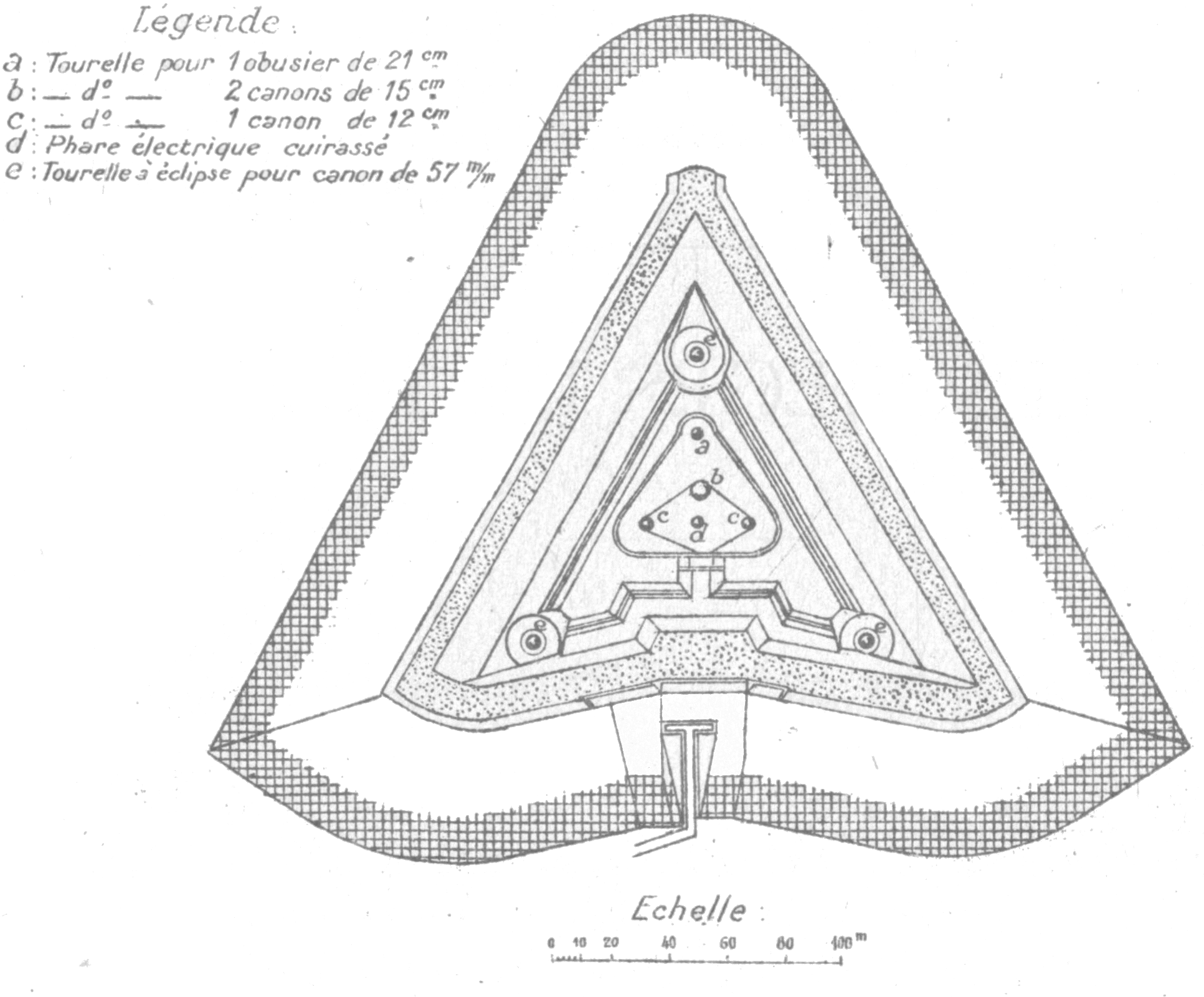
Mały, pancerny fort d’Évegnée z Liège, praktycznie identyczny z fortem de Marchovelette.
Legenda:
a) wieża haubicy 210 mm
b) wieża dwóch dział 150 mm
c) wieża działa 120 mm
d) wysuwany, opancerzony reflektor
e) wysuwane kopuły dział 57 mm

20 sierpnia 1914 roku siły niemieckie podeszły pod miasto i rozlokowały baterie ciężkiej artylerii na osłoniętych pozycjach w pobliżu fortów w północnym kwadrancie. 21 kwietnia rozpoczęły atak, ostrzeliwując cztery północne forty na obu brzegach Mozeli z moździerzy 210 mm, 305 mm i 420 mm i miasto z dział 150 mm. Fort de Marchovelette, ostrzeliwany od godz. 10 przez moździerze 420 mm stracił dwie duże wieże pancerne, a koszary szyjowe zostały zrujnowane: pęknięcie pancerza unieruchomiło kopułę haubicy 210 mm; została zniszczona wieża dział 150 mm i jedna z wież 57 mm. Zniszczenie centralnej poterny pozbawiło załogę dostępu do urządzeń obrony bliskiej. O godz. 13 nieczynne były 3 z 4 dużych wież artyleryjskich i jedna mała (udało się częściowo naprawić jedną wieżę działa 120 mm); magazyn amunicji 210 mm był zniszczony, a woda z uszkodzonych cystern zalewała schron centralny. Załoga fortu zaczęła domagać się by wyjść i walczyć na otwartej przestrzeni. Dowódca, kpt. Duchâteau, usiłował uspokoić sytuację, ale spanikowani żołnierze wywiesili białą flagę i uciekli. 275 dezerterów pod wodzą dwóch oficerów zostało ujętych dopiero w Ponty i odstawionych pod strażą do Namur. Duchâteau został w forcie z ok. 90 ludźmi: ok. 40 artylerzystami, załogą kopuł i kilkoma piechurami. O 23 podchorąży Smeesters, tymczasowo mianowany oficerem, przemknął się między salwami i zaalarmował dowództwo; w nocy, ok. 3.30 nad ranem do fortu przybył nowy garnizon (160 artylerzystów i piechota). Ostrzał trwał całą noc. 22 sierpnia trzy bataliony francuskiej 8. brygady pod dowództwem gen. Mangina przeprowadziła wypad spod fortu de Marchovelette, by zdobyć pozycje artylerii niemieckiej, ale zostały odparte silnym ogniem broni maszynowej. Wieczorem oddziały belgijskie zostały wyparte z linii Marchovelette-Cognelée i przegrupowały się za fortami. Popołudniem i późnym wieczorem 22 sierpnia, działa 57 mm z wież fortu odparły dwa ataki niemieckiej piechoty. 23 sierpnia fort był wciąż bombardowany, mimo że jego działa milczały. O godz. 13.40 granat (prawdopodobnie 420 mm) przebił kopułę działa 120 mm i eksplodował, powodując wybuch amunicji; z garnizonu liczącego ok. 200 ludzi zginęło 50, 100 było rannych, a kolejnych 50 niezdolnych do walki; oficerowie, łącznie z trzykrotnie rannym dowódcą nie byli w stanie zapanować nad paniką. Jedyny opór stawiło kilku żołnierzy w bocznej wieży i w odciętej od centralnej części fortu kaponierze. W efekcie fort, którego wieże były wyłączone z akcji już dnia poprzedniego, został zdobyty o godz. 14. Łącznie przeciwko fortowi wystrzelono 50 granatów 420 mm i ok. 900 kal. 210 mm.
W okresie międzywojennym fort został zmodernizowany, wyremontowano uszkodzone lub zniszczone kopuły, wymieniono działa 57 mm na 75 mm, w kaponierach zainstalowano karabiny maszynowe. Fort otrzymał trzy wieże z haubicami 75 mm, jedną z armatą 75 mm i dwie z karabinami maszynowymi i moździerzem, oraz wieżę wentylacyjno-obserwacyjną. W czasie inwazji na Belgię bronił się trzy dni (15-18 maja 1940), ze stratą trzech zabitych wśród załogi.